# Thabet El-Batal
Thabet El-Batal (Guiza, Egipto, 16 de septiembre de 1953-El Cairo, Egipto, 14 de febrero de 2005) fue un futbolista de Egipto que jugó en la posición de guardameta. Actualmente es considerado como uno de los mejores guardametas africanos de la historia.[cita requerida]

## Carrera

### Club
Jugó toda su carrera con el Al-Ahly de 1973 a 1991, equipo con el que jugó 321 partidos, ganó 11 campeonatos nacionales de liga, siete copas nacionales, dos ediciones de la Copa Africana de Clubes Campeones, tres títulos de la Recopa Africana y la Copa Afroasiática de 1988.

### Selección nacional
Jugó para Egipto en 87 ocasiones de 1974 a 1990, participó en la Copa Mundial de Fútbol de 1990, los Juegos Mediterráneos de 1979, y cuatro ediciones de la Copa Africana de Naciones.

## Muerte
Thabet El-Batal murió en El Cairo el 14 de febrero de 2005 a los 51 años luego de una larga batalla contra el cáncer.

## Logros

### Club
- Egyptian Premier League: 1974–75, 1975–76, 1976–77, 1978–79, 1979–80, 1980–81, 1981–82, 1984–85, 1985–86, 1986–87, 1988-1989
- Egypt Cup: 1978, 1981, 1983, 1984, 1985, 1989, 1991
- African Cup of Champions Clubs: 1982, 1987
- African Cup Winners' Cup: 1984, 1985, 1986
- Afro-Asian Cup: 1988

### Selección nacional
- African Cup of Nations: 1986